# 10377 Kilimanjaro
10377 Kilimanjaro è un asteroide della fascia principale. Scoperto nel 1996, presenta un'orbita caratterizzata da un semiasse maggiore pari a 3,2319179 UA e da un'eccentricità di 0,1656090, inclinata di 1,85520° rispetto all'eclittica. È dedicato al Kilimangiaro, la più alta montagna nel continente africano. 